# Madeleine Isaksson
Madeleine Isaksson, född 1956 i Stockholm, är en svensk tonsättare bosatt och verksam i Frankrike.
Isaksson studerade mellan 1979 och 1987 vid Kungliga Musikhögskolan i Stockholm. Efter examen i piano- och ensemblelärarklassen för Gunnar Hallhagen, började hon i kompositionsklassen med lärare som Gunnar Bucht och Sven-David Sandström i komposition, Pär Lindgren i elektroakustik, Arne Mellnäs i instrumentation och Bo Wallner i teori och analys. År 1987 reste hon till Amsterdam för ett års studier för tonsättaren Louis Andriessen och sedan vidare till Frankrike, där hon sedan början av 1990-talet bor och verkar utanför Paris. Hon invaldes 1989 i Föreningen svenska tonsättare.

## Priser och utmärkelser
- 1997 – Arbetsstipendium från Konstnärsnämnden
- 2012 – Järnåkerstipendiet för Les sept vallées, komponerat för solo-blockflöjt[1]
- 2019 - Rosenbergpriset[2]

## Verkförteckning

### Instrumentalmusik
- Chaconne för piano (1982)
- 7 formade frön för piano (1984)
- Tång för engelskt horn, fagott, basklarinett, kontrabas-klarinett, harpa, cembalo, cello och kontrabas (1984)
- Capriola för barytonsaxofon och trombon (1989)
- Tjärnöga - Ö blå för horn (1990)
- Stråkvåg för stråkkvartett (1990)
- färde för violin och öppen flygel (1991)
- Som om för altflöjt, basklarinett, viola, cello, kontrabas och slagverk (1991)
- Tillstånd – Avstånd för 16 musiker (1992)
- inné för flöjt, oboe, saxofon (klarinett), horn, fagott, violin, viola, cello och kontrabas (1993)
- Fästen o fall för kammarorkester (dubbel blåskvintett, basklarinett och 17 stråkar) (1995–1996)
- Andelek för saxofonkvartett (1997)
- Ici est ailleurs (”Här är annorstädes”) för flöjt, slagverk, violin, viola, cello och kontrabas (1998/2001)
- Rum för altflöjt, basklarinett, cello och slagverk (1999–2000)
- Ambo för altflöjt och violin (2001)
- Axis för violin (med viskning/röst) och slagverk (2002)
- Failles för trombon, blockflöjt och cello (2003)
- Fibres för flöjt, viola och 10-strängad gitarr (2004)
- Îlots för orkester (stråkar, saxofon och ackordeon) (2005–07)
- Les sept vallées för blockflöjt (2006)
- Infra för 2 violiner (2007)
- Sondes för basflöjt/altflöjt, engelskt horn/oboe, altsaxofon (eller klarinett), violin, cello, piano och slagverk (2009)
- Far ... för altgitarr och elektronik (2011)
- Flux för brasskvintett (2 trumpeter, horn, trombon och tuba) (2012)
- Isär för flöjt, klarinett, violin, viola, cello, piano och slagverk (2012)
- Vide supra för 2 violiner (2014)
- Vågkammar för piano vänster hand (2015)
- In quarto för flöjt-kvartett (2016)
- Bridges för brass och slagverk: 4/2/3/1/timp. + slagverk (2016)
- Traces för stråktrio (2017)
- Ljusrymd för orkester: 2222/4231/timp. + slagverk/stråkar (2017)
- Luftstegen för violin, piano,(koreanskt) slagverk (2018)
- Trembles för kontrabas-ensemble (2018)
- Springkällor för piano (improviserande pianist) och 7 instrument (2018)
- Tjälen går ur jorden för violin solo (2020)
- Écrits sur l'eau ("Vattenskrifter") för piano solo (2020)

### Vokalmusik
- Tre sånger för sopran, klarinett och piano till text av Sten Hagliden (1982)
  1. ”Vara sin formel trogen”
  2. ”Någon faller mitt liv i talet”
  3. ”Sången om ljung”
- Mitt i förvirringen för mezzosopran och cembalo till text av Bodil Lindfors (1983)
- Löp för sopran, mezzosopran, ackordeon och 5 slagverkare till text av tonsättaren (1986)
- Därimellan för mezzosopran och elektrisk gitarr (1987)
- Så för mezzosopran, blockflöjt, gitarr och slagverk med nonsenstext (1991)
- Å svävare för sopran, mezzo sopran, baryton, viola och cello (1993–95)
  1. ”Wir sehen dich" till text av Paul Celan (sopran, mezzo, viola)
  2. ”Wie soll ich" till text av Rainer Maria Rilke och Juan de la Cruz (sopran, baryton, cello)
  3. ”Oh cauterio suave" till text av Juan de la Cruz och Susanne Marten (sopran, mezzo, cello)
  4. ”Cuan manso y amoroso" till text av Juan de la Cruz (sopran, mezzo, baryton, viola, cello)
  5. ”Doch alles was uns" till text av Rainer Maria Rilke & Susanne Marten (mezzo, baryton, viola)
  6. ”Grå tak" till text av Katarina Frostenson (sopran)
  7. ”Skorstenshalsar" till text av Katarina Frostenson (sopran, viola, cello)
- Triptyk, tre dikter för mezzosopran/baryton och orkester till text av Bengt Emil Johnson (1987)
- Och för ackordeon, cello, trumset och sopran med traditionell text (1987)
- Blad över blad / Feuille sur feuille för sopran, mezzosopran och cello till text av tonsättaren (2000)
- Ciels för sex soloröster (sopran, mezzo, alt, tenor, baryton och bas) till text av Gérard Haller (2009–10)
- Dans l'air för 2 sopraner och mezzosopran till text ur Météoriques av Gérard Haller (2010)
- Terre de l'absence för sex soloröster: sopran, mezzosopran, alt, tenor, baryton och bas till text av Adonis i översättning av Anne Wade Minkowski (2012)
- Hemligheten för countertenor, blockflöjt, barockviolin, gamba och teorb till text av Tomas Tranströmer (2013)
- Várije för operabarnkör (med två sopransolister) och samisk jojkbarnkör (2013)